# Fernando Torres de Portugal y Mesía
Fernando Torres de Portugal y Mesía Venegas y Ponce de León, primo conte di Villadompardo (fl. XVI secolo), è stato viceré spagnolo del Perù dal 31 marzo 1584 al 20 novembre 1589.

## Biografia
Nel 1576 fu nominato primo conte di Villadompardo da re Filippo II.
Fu nominato viceré il 31 marzo 1584. Il 30 aprile 1586, durante la sua amministrazione, nacque Isabel Flores de Oliva (che in seguito divenne santa Rosa da Lima). Gli abitanti di Lima lo conoscevano col soprannome di el Temblecón (quello che starnazza) a causa del nervoso tremore delle sue mani.
Al largo delle coste apparve il corsaro inglese Thomas Cavendish. Il 9 luglio 1586 un forte terremoto colpì Lima e Callao, ed un successivo tsunami provocò danni a Callao. I primi libri stampati in Perù furono prodotti da Antonio Ricardo, tipografo di Torino insediatosi a Lima.
Torres de Portugal costruì un proprio complesso edilizio (mayorazgo) a Siviglia il 12 ottobre 1592.